# Notiphila theonae
Notiphila theonae är en tvåvingeart som beskrevs av Huryn 1984. Notiphila theonae ingår i släktet Notiphila och familjen vattenflugor. Inga underarter finns listade i Catalogue of Life.